# Майстри російського балету
«Майстри російського балету» — фільм режисера Герберта Раппопорта, в якому демонструються фрагменти з трьох класичних балетів: «Лебедине озеро» П. І. Чайковського, у постановці Льва Іванова та Маріуса Петіпа, в редакції Костянтина Сергеєва.
Партії виконують: Галина Уланова (Одетта), Наталія Дудинська (Оділлія), Костянтин Сергеєв (принц Зігфрід), Володимир Баканов (Ротбарт, злий чарівник).
Фрагменти з балету Бориса Володимировича Асаф'єва «Бахчисарайський фонтан», лібрето Миколи Волкова, постановка балету Ростислава Захарова, виконавці: Галина Уланова (Марія), Майя Плісецька (Зарема), Петро Гусєв (Гірей), Юрій Жданов, Ігор Бєльський.
Фрагменти з балету Бориса Володимировича Асаф'єва «Полум'я Парижа», лібрето Миколи Волкова, Володимира Дмитрієва, постановка — Василь Вайнонен, виконавці: Вахтанг Чабукіані, Муза Готліб, Віктор Цаплін, Ядвіга Сангович, Віктор Смольцов.

## Зміст
Фільм належить до суспільного надбання і складається з фрагментів трьох класичних балетів — «Лебединого озера» Петра Ілліча Чайковського, «Бахчисарайського фонтану» і «Полум'я Парижа» (Тріумф республіки) Бориса Володимировича Асаф'єва.

## Знімальна група
Художник-постановник фільму — Семен Мандель
Прем'єра фільму відбулася 16 квітня 1954 року.
Фільм перейшов в суспільне надбання на території Росії.